# Grazioso da Padova
Grazioso da Padova ou Gratiosus de Padua (actif vers 1391–1407) est un compositeur italien de la fin du Moyen Âge et du début de la Renaissance.

## Vie et carrière
Comme prêtre, Gratiosus est actif au sein du chapitre de la Cathédrale de Padoue où un document de 1391 indique qu'il est custos et le 8 juin 1392 mansionarius. Un "Gracioso" est listé comme moine de la basilique Sainte-Justine de Padoue in 1398, mais ce n'est peut-être pas la même personne (notons néanmoins que les compositions de Grazioso ont été trouvées dans un manuscrit venant de cette basilique).

## Musique
De sa production, seulement trois fragments demeurent, deux sacrés et un profane. Il a mis en musique deux portions de la messe, un Gloria et un Sanctus, tous deux à trois voix. Il a également composé une ballata (Alta regina de virtute ornata). Les caractéristiques stylistiques de sa musique - un mélange de traits français et italien - indique qu'il a peut-être été en contact avec Johannes Ciconia, habitant le nord de l'Italie mais qui a passé du temps à Padoue à l'époque où Grazioso y était actif. L'inventivité de son Gloria "français" a été salué par Layton alors que son Sanctus "italien" a été critiqué pour la "pauvreté de son invention mélodique".